# 明屋書店
株式会社明屋書店（はるやしょてん）は、愛媛県松山市に本社を置く書店。

## 歴史・概要

### 貸本屋の創業
安藤明が洋服店勤務をしながら広島市大手町8丁目の高野橋裏通りの自宅で1938年（昭和13年）10月10日に「明文屋」として貸本屋を開いたのが始まりである。
開店時にはわずか6冊の古本のみであったため、開店日の朝のうちに貸し出しを終えてしまった。
そこで安く貸本用の古本を入手するルートとして屑問屋に目を付けて、重さで決まる屑屋の価格で調達することが出来た。
同年10月には経営が軌道に乗って黒字化し、1939年（昭和14年）1月にはサラリーマンよりも儲かる状態となったため、本格的に貸本屋に専念することになった。
そこで、新店舗の出店先を探したものの、広島市内で物件が見つからず、愛媛県出身であった妻の安藤トシエが松山市を候補として挙げたことから、同地で物件を探し、松山市千舟町にあった間口二間半・奥行三間の2階建ての建物を借り、広島から引越しをした。
そして、松山市で初の貸本専門店として1939年（昭和14年）2月11日に「明文堂貸本店」を開業したが、貸出用の書籍は広島から持ち込んだ約200冊であったため、少ない本を多く見せようと平陳列台を採用していた。
この松山の店舗は開業初日から100人を超える客が貸本を利用してくれたため、松山でも広島と同様に屑屋から仕入れようとしたが、松山では屑の量も少なく、貸本可能な書籍もほとんどなかったことから、地域差に驚くこととなった。
明文堂は一日一銭で貸本を行っていたが、ある時間違って他店の貸本を返却しに来た客が3日間分で十銭という代金を払ったことから、それを参考に貸本代を一日三銭に値上げした。
また、ほぼ同時期に「○○ただいま入りました」というPOPを出すようにして、その本の貸し出しを伸ばすようにしていった。
1941年（昭和16年）に伊予市灘町3丁目の店舗を借りて初の支店を出し、1942年（昭和17年）に喜多郡内子町にも支店を出すなど貸本店のチェーン展開を図ったが、これらの支店経営は上手くいかず、閉店を余儀なくされた。
しかし、1945年（昭和20年）7月26日の空襲で店舗が焼失してしまった。

### 戦後の再開から新刊書店へ
1945年（昭和20年）10月に上灘町にあった安藤トシエの親戚の店舗跡を借り、疎開してあった幅一間6段の書棚1つ分の書籍を活用して貸本屋の営業を再開した。
1946年（昭和21年）5月に流行歌集「町から村から」を発売し、約25,000冊を発行して約15,000円の利益を上げる成功を収めた。
この利益を元手として松山市湊町4-7-2に約114坪を取得して、間口五間奥行二間のバラックを建て、同年7月2日に「明屋書店」として貸本屋を開いた。
開業当初は貸本屋として営業したものの、戦後の急速なインフレで貸本で採算が合う価格での書籍の調達が困難となってきた。その為、1947年（昭和22年）に新刊の販売を開始した。
この際に、奥付に書かれていた版元に直接連絡して仕入れたことから、一時は62社の出版社との間で直接取引の口座を持つようになっていた。
その後、貸本屋や新興書店と取引をしていた東京・神田の取次の「宏文堂」から仕入れる様になり、1949年（昭和24年）には東京・神田にあった取次の「神田図書」からの仕入を行うようになった。
この神田図書の林勲社長は旺文社・研究社・主婦の友社・新潮社などの信任が厚かったことから、それら一流出版社の書籍の仕入が可能となった。
そして、同年には本店を間口五間奥行四間に増床して新刊書店とし、古書部門は隣の間口一間半の店舗へ移した。
しかし、当社は貸本屋から転じた新興書店であったことから書籍組合に加入できず、その加入を条件としていた「日本出版配給」との取引が出来なかったことから、複数の取次からの仕入を余儀なくなされていた。
そのため、1948年（昭和23年）から書籍組合が実施していた定価の一割増販売を当社だけが止めて定価販売をすると声明を出したところ、即日松山書籍組合に加盟が認められ、「日本出版配給」との取引を開始することが出来た。
ところが、その約3か月後に「日本出版配給」が解散されたことで前払金は取立不能となったが、新たに発足した日本出版販売が「日本出版配給」の取引先だった書店に新刊書を供給したことから、当社も大量の新刊書の納入を受けて大きな利益を上げ、松山三越の隣の土地を取得することが可能となった。
1950年（昭和25年）12月23日に「株式会社明屋書店」を設立して法人化。

### 支店の展開や本店の火災と再建
1951年（昭和26年）1月2日に約6坪の大街道店を初の支店として開店し、1956年（昭和31年）1月16日に新居浜市のマルナ書店を継承して松山市外初の支店を開店して「有限会社新居浜明屋書店」として独立して営業させた。
しかし、この（初代）有限会社新居浜明屋書店は業績が伸びず2年間で資本金に匹敵する損失を計上したことから、当時の新居浜市の繁華街だった昭和通に移転させることになった。
1959年（昭和34年）10月7日に蛍光灯のネジが緩んで漏電火災が発生し、当社本店と隣接する古本部を含む５軒が全焼し、予約台帳なども焼失する大きな損害を出した。
この火災の際には取次の神田図書の林社長が奥付を取って罹災証明書を出版社に出すことで代わりの書籍を供給してもらえることを教えられたことから、その損失を大きく抑えることが出来た。
1961年（昭和36年）12月16日に鉄筋コンクリート造地上3階建て・延べ床面積約297坪の明屋ビルを完成させて本店を新装開店した。
1963年（昭和38年）7月28日に新居浜市の昭和通の愛媛相互銀行支店の隣の約125坪を取得して売場面積約70坪と（2代目）店舗の約2倍に広げた（3代目）新居浜明屋書店を移転・開店させた。

### 愛媛県外への進出
中津の地場資本書店3店が共同で1階と2階の各78坪で合計156坪の当時としては市内最大の大型書店であった「中津ブックセンター」の業績が伸び悩んでおり、その再建を日本出版販売から依頼された。
そこで、1963年（昭和38年）3月1日に当社から1名社員を派遣して同社の営業部長に就任させ、書店の管理指導を開始した。
そして、同年8月1日に「中津ブックセンター」を買収して傘下に入れて正式に九州に進出し、1964年（昭和41年）1月1日に「中津明屋書店」に商号を変更した。
この中津店は経営再建の過程で、レコード・文具・玩具・スポーツ用品・工芸品なども扱うようになり、同地に存在しなかった雑貨専門店の代わりとして、書籍以外の売上も伸ばして、黒字転換した。
1966年（昭和41年）11月20日に東京・中野のブロードウェイセンターの第2期開業の際に3階に「ブックセンター明屋東京店」を開店して東京に進出した。
この東京店は開業当初は売上が伸び悩んで赤字が続いていたが、開業から6年目には当社で最大の利益を上げる店舗となった。
1969年（昭和44年）9月27日にニチイ浜松ショッピングセンター4階に（初代）浜松店を開店させて静岡県に進出したが、スーパーの客層と会わない上、4階という集客力の弱いフロアで、店舗規模が過大であったことなどが影響し、業績は伸びなかった。
1972年（昭和47年）7月20日に有楽街に（2代目）浜松店を開店してニチイ浜松店から移転させた。
1973年（昭和48年）には松山本店南側に本社建物が完成した。

### トーハングループとしての営業
2012年（平成24年）6月にトーハンと資本業務提携し、発行株式40.8％をトーハンが取得し筆頭株主となって事実上のトーハングループ入りして。2013年（平成25年）にトーハン出身の小島俊一が代表取締役社長に就任した。
2014年（平成26年）3月1日に石井店をセブンイレブンを併設した新業態の1号店として新装開店し、同年7月1日に四国明屋書店・九州明屋書店・山口明屋書店・クリエイト明屋・明文堂を吸収合併し、同年11月1日に株式会社イケヤが書籍・雑誌・マルチメディア商品等の販売をしていた「イケヤ文楽館」4店舗の営業を譲受した。
2015年（平成26年）4月25日に株式会社コッコ・サンと業務提携し、松山市湊町銀天街ショッピングビルGET!3階にあるコッコ・サンの店舗を「えほんの店コッコ・サン with 明屋書店」として新装開店した。
同年8月26日に「AEL MATSUYAMA」（旧ラフォーレ原宿松山店跡地）2階に生活者視点の新提案型店舗「SerenDip明屋書店アエル店」を開店し、それに伴って大街道店を閉店した。
同年10月1日にフジへのインストア出店第1号店としてスピリッツ須崎店を開店し、同年11月12日にスピリッツ熊野店を開店して広島県へ進出した。
2019年（令和元年）5月1日に創立80周年記念として開催した「明屋本大賞」の受賞作を発表した。
2022年（令和4年）2月20日に松山本店を閉店し、中央通店を建て替えて同店2階に2022年（令和4年）3月7日に本社を移転した。

## 沿革
- 1938年（昭和13年）10月10日[1] - 安藤明が広島市大手町8丁目の高野橋裏通りの自宅で[1]「明文屋」として貸本屋を開業[2]。
- 1939年（昭和14年）2月11日[7] - 松山市千舟町の間口二間半・奥行三間の2階建ての建物に[5]松山市で初の貸本専門店として[6]「明文堂貸本店」を開業[7]。
- 1941年（昭和16年） - 伊予市灘町3丁目に初の支店を出店[10]。
- 1942年（昭和17年） - 喜多郡内子町に出店[10]。
- 1945年（昭和20年）
  - 7月26日[11] - 空襲で店舗が焼失[12]。
  - 10月[11] - 上灘町で貸本屋の営業を再開[13]。
- 1946年（昭和21年）
  - 5月 - 流行歌集「町から村から」を発売[14]。
  - 7月2日 - 松山市湊町に貸本屋を開業[17]。
- 1947年（昭和22年） - 新刊の販売を開始[18]。
- 1950年（昭和25年）12月23日 - 「株式会社明屋書店」を設立して法人化[広報 2]。
- 1951年（昭和26年）1月2日 - 初の支店として大街道店を開店[25]。
- 1956年（昭和31年）1月16日 - 新居浜市のマルナ書店を継承して[26]「有限会社新居浜明屋書店」として[27]松山市外初の支店を開店[26]。
- 1959年（昭和34年）10月7日 - 漏電火災が発生し、本店と隣接する古本部が全焼[29]。
- 1961年（昭和36年）12月16日 - 鉄筋コンクリート造地上3階建ての明屋ビルを完成させて本店を新装開店[31]。
- 1963年（昭和38年）
  - 3月1日 - 「中津ブックセンター」当社から1名社員を派遣して同社の営業部長に就任させ、書店の管理指導を開始[34]。
  - 8月1日 - 「中津ブックセンター」を買収して九州に進出[35]。
- 1964年（昭和41年）1月1日 - 「中津ブックセンター」を「中津明屋書店」に商号を変更[35]。
- 1966年（昭和41年）11月20日 - 東京・中野のブロードウェイセンターの第2期開業の際に3階に「ブックセンター明屋東京店」を開店して東京に進出[37]。
- 1969年（昭和44年）9月27日 - ニチイ浜松ショッピングセンター4階に（初代）浜松店を開店させて静岡県に進出[39]。
- 1972年（昭和47年）7月20日 - 有楽街に（2代目）浜松店を開店してニチイ浜松店から移転[40]。
- 1973年（昭和48年） - 松山本店南側に本社建物が完成[41]。
- 2012年（平成24年）6月 - トーハンと資本業務提携[42]。
- 2014年
  - 3月1日 - 石井店をセブンイレブンを併設した新業態の1号店として開店[広報 5][47]。
  - 7月1日 - 四国明屋書店・九州明屋書店・山口明屋書店・クリエイト明屋・明文堂を吸収合併[43]。
  - 11月1日 - 株式会社イケヤが書籍・雑誌・マルチメディア商品等の販売をしていた「イケヤ文楽館」4店舗の営業を譲受[広報 6][48]。
- 2015年（平成26年）
  - 4月25日 - 株式会社コッコ・サンと業務提携し、「えほんの店コッコ・サン with 明屋書店」として新装開店[広報 7]。
  - 8月26日 - 「AEL MATSUYAMA」（旧ラフォーレ原宿松山店跡地）2階に「SerenDip明屋書店アエル店」を開店し、大街道店を閉店[広報 8]。
  - 10月1日 - フジへのインストア出店第1号店としてスピリッツ須崎店を開店[広報 9]。
  - 11月12日 - スピリッツ熊野店を開店して広島県へ進出[広報 9]。
- 2016年（平成27年）11月 - 金龍堂の4店舗を東京ブッククラブから買収[49]。
- 2022年（令和4年）
  - 2月20日 - 松山本店を閉店[46]。
  - 3月7日[広報 11] - 中央通店2階に[広報 10]本社を移転[広報 11]。
- 2024年（令和6年）10月 - 株式会社らくだ書店から運営していたあおい書店（3店舗）を事業譲渡される

## 社名の由来
社名は創業者の名前「安藤明」に由来。「店内は明るくあれ」「社員は明朗であれ」との願いをこめている。「明」は「はる」とも読めるため、「春」や「晴れ」という前向きさもイメージしている。
本社社屋にも「トトビル」という愛称があり、「トト」とは、ギリシャの学問の神の名前である。

## 店舗
全国13都道府県にフランチャイズを含み79店舗ある。大部分が愛媛県・山口県・広島県・福岡県・大分県にある。

### 北海道
- 中標津店（北海道、2014年（平成26年）3月閉店[50]）

### 東北地方
- 会津若松店（福島県会津若松市大町一之町9[51]）

売場面積約35坪。

### 関東地方
- 五反田店（東京都品川区西五反田1-3-8 CSビル[53]、1974年（昭和49年）7月15日開店[54] - 2013年（平成25年）3月19日閉店）

売場面積約90坪。
- 東五反田店（東京都品川区東五反田2-3-5[52]）

売場面積約28坪。

### 中部地方
- （初代）浜松店（静岡県浜松市千歳町字俊通91 ニチイ浜松ショッピングデパート4階[55]、1969年（昭和44年）9月27日開店[39]）

スーパーの客層と会わない上、4階という集客力の弱いフロアで、店舗規模が過大であったことなどが影響し、業績は伸びなかった。
- （2代目）浜松店（静岡県浜松市田町308[56]、1972年（昭和47年）7月20日開店[40]）

ニチイ浜松店から有楽街に移転する形で開店した。
- （3代目）浜松店 → 浜松幸店（静岡県浜松市幸1-4-18[57]、1982年（昭和57年）1月開店[58]）

売場面積約90坪。
- イケヤ文楽館高林店：2019年8月18日閉店[59]

### 近畿地方
- 加古川店（兵庫県加古川市野口町野口188-2[60]）

### 中国地方
- BooksHaruyaSpirits熊野店：フジ熊野店店内に所在。
- BooksHaruyaSpirits岩国店：フジグラン岩国の5Fにあったインショップ型店舗。2021年8月22日閉店。以降、同施設には書籍コーナーがない。

### 四国地方

#### 松山市

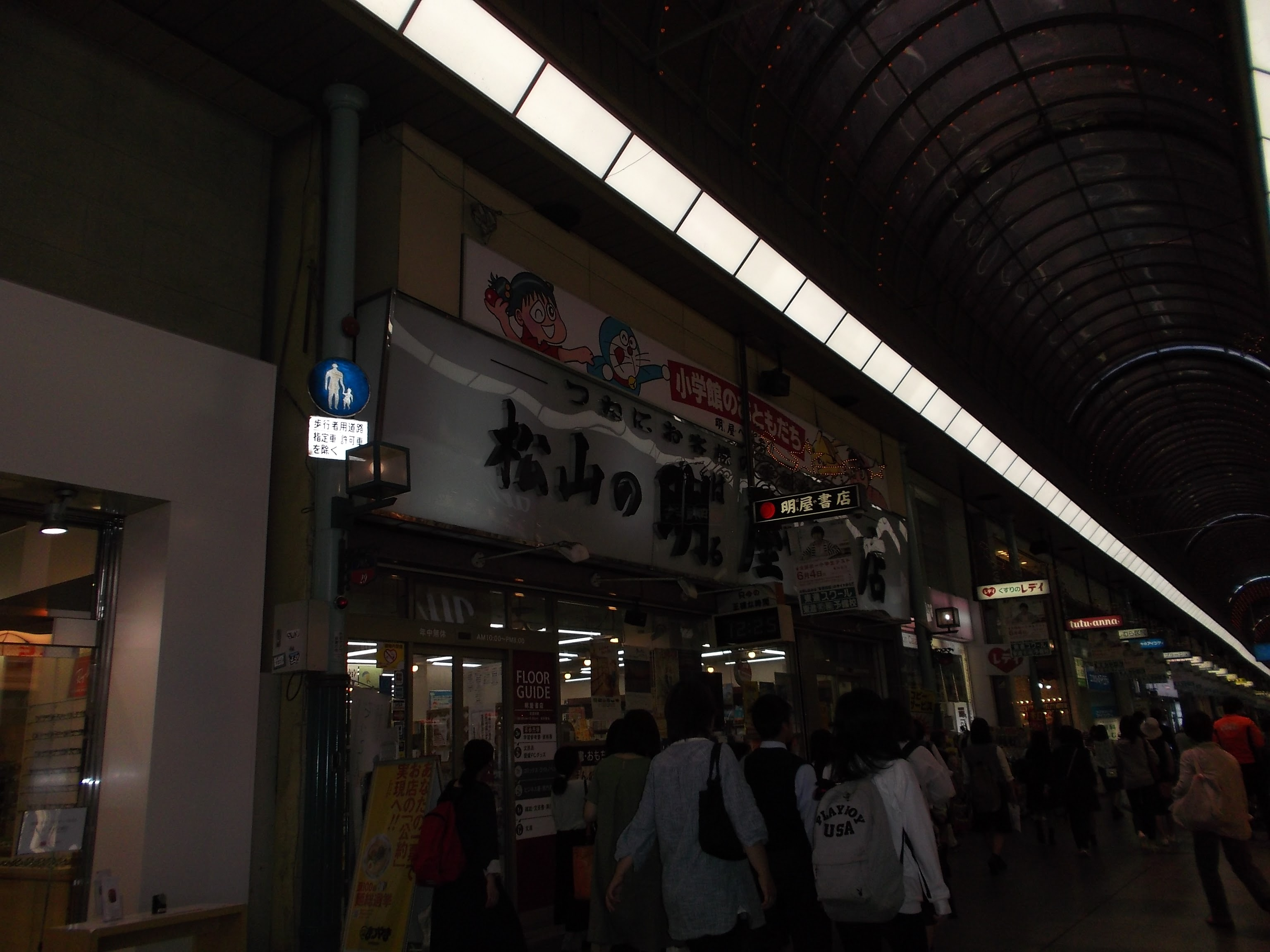
明屋書店松山本店

- 松山本店（松山市湊町4-7-2[16]、1946年（昭和21年）7月2日開店[17] - 2022年（令和4年）2月20日閉店[61]）

貸本屋として開業。
- SerenDip明屋書店：2022年12月30日閉店[62]

- 大街道店（松山市大街道2-4-12[52]、1951年（昭和26年）1月2日開店[25] - 2015年（平成27年）8月11日閉店[63]）

売場面積約140坪。
- 三越店（松山市一番町 松山三越内[52]、1974年（昭和49年）8月開店[64]）

売場面積約25坪。
- 平井店（松山市平井町甲2352[64]、1980年（昭和55年）7月開店[64] - 2024年（令和6年）8月18日閉店[65]）

売場面積約100坪。

#### 新居浜市
- （初代）新居浜店（1956年（昭和31年）1月16日開店[26]）

マルナ書店を継承して松山市外初の支店を開店して「有限会社新居浜明屋書店」として独立して営業させた。業績が伸びず2年間で資本金に匹敵する損失を計上したことから、当時の新居浜市の繁華街だった昭和通に移転させることになった。
- （2代目）新居浜店（新居浜市昭和通4[66]）

- （3代目）新居浜店（新居浜市泉池町11-34[67]、1963年（昭和38年）7月28日開店[32]）

新居浜市の昭和通の愛媛相互銀行支店の隣の約125坪を取得して売場面積約70坪と（2代目）店舗の約2倍に広げた（3代目）新居浜店として移転・開店した。
- 新居浜若水店（新居浜市若水町2[68]、1974年（昭和49年）8月開店[68]）

売場面積約36坪。

#### その他の愛媛県
- 北宇和島店：2012年6月頃に閉店[69]

- 内子店（内子町内子[70]、2024年（令和6年）9月30日閉店[70]）

- 宇和店（西予市宇和町下松葉[70]、2024年（令和6年）11月30日閉店[70]）

- 砥部店（伊予郡砥部町、2018年（平成30年）5月6日閉店[71]）

#### その他の四国地方
- 宿毛店（高知県宿毛市、2024年（令和6年）12月29日閉店[72]）

### 九州地方

#### 大分県
- （初代）中津店（中津市新博多町1-1776[73]、1963年（昭和38年）8月1日開店[35]）

売場面積約165坪。
- 別府本店（大分県別府市新港町41[74]、1982年（昭和57年）7月開店[75]）

売場面積約90坪。
トヨタカローラ大分の関連会社として1982年（昭和57年）4月に新別府書店を設立し、フランチャイズ店として営業したが、5年間のフランチャイズ契約終了したことに伴い、「明林堂書店」として独自の運営に移行した。
- 青山店（大分県別府市[75]）

5年間のフランチャイズ契約終了したことに伴い、「明林堂書店」として独自の運営に移行した。
- 大分中央店 → セントポルタ店（大分市中央町2-65[76]、1977年（昭和52年）3月開店[76] - 2015年12月31日閉店[77]）

売場面積約180坪。
- 羽屋店（大分市羽屋2組-5[76]、1979年（昭和54年）12月開店[76]）

売場面積約100坪。
- 明野店（大分県大分市猪野1578-2[広報 12]）

- 日田店（大分県日田市十二町585-4[広報 12]）

#### 福岡県
- 箱崎店（福岡県福岡市[75]）

5年間のフランチャイズ契約終了したことに伴い、「明林堂書店」として独自の運営に移行した。
- 小倉曽根店（福岡県北九州市小倉南区下曽根1-2-26[広報 13]）

- 小倉南店（福岡県北九州市小倉南区横代東町1-1-24[広報 13]）

- 苅田店（福岡県京都郡苅田町殿川町1-7[広報 13]）

- 新田原店（福岡県行橋市大字高瀬221-1[広報 13]）

- 池尻店（福岡県田川郡川崎町池尻302[広報 13]）

- 小倉沼新町店（福岡県北九州市小倉南区沼新町1-3-16、2025年（令和7年）2月25日閉店[78]）

#### その他の九州地方
- 延岡浜町店（宮崎県延岡市浜町360-1[79]、）

#### 広報資料・プレスリリースなど一次資料
1. ↑  株式会社トーハン 有価証券報告書－第70期(平成28年4月1日－平成29年3月31日)
2. 1 2  “会社概要”.   明屋書店. 2021年8月27日閲覧。
3. ↑  株式会社トーハンニュースリリース（2012年6月7日）[リンク切れ]
4. ↑  小島俊一オフィシャルホームページ
5. 1 2  『明屋書店 セブン－イレブン併設の新業態店舗2号店オープンのお知らせ』（PDF）（プレスリリース）株式会社明屋書店、2014年11月27日。2024年10月12日閲覧。
6. 1 2  『事業譲受に関するお知らせ』（PDF）（プレスリリース）株式会社明屋書店、2014年10月9日。2024年10月12日閲覧。
7. 1 2  『明屋書店と児童書専門店コッコ・サンとの業務提携のお知らせ』（PDF）（プレスリリース）株式会社明屋書店、2015年4月22日。2024年10月12日閲覧。
8. 1 2  『生活者視点の新提案型店舗「SerenDip 明屋書店アエル店」を8月26日にオープン』（PDF）（プレスリリース）株式会社明屋書店、2015年6月15日。2024年10月12日閲覧。
9. 1 2 3  『明屋書店 （株）フジ様へ念願のテナント出店を果たす』（PDF）（プレスリリース）株式会社明屋書店、2015年11月18日。2024年10月12日閲覧。
10. 1 2  『明屋書店 中央通店を全面リニューアルへ』（PDF）（プレスリリース）株式会社明屋書店、2022年8月27日。2024年10月12日閲覧。
11. 1 2 3  『本社移転のお知らせ』（PDF）（プレスリリース）株式会社明屋書店、2022年2月4日。2024年10月12日閲覧。
12. 1 2  “大分県 お取り扱い書店一覧”.   株式会社ブックライナー. 2024年10月13日閲覧。
13. 1 2 3 4 5  “福岡県 お取り扱い書店一覧”.   株式会社ブックライナー. 2024年10月13日閲覧。